# Samuel Essende
Samuel Essende, né le 23 janvier 1998 à Montfermeil, est un footballeur international congolais qui évolue au poste d'attaquant au FC Augsbourg. Il possède également la nationalité congolaise.

## Carrière

### Débuts et prêt en Belgique
Essende rejoint le centre de formation du Paris Saint-Germain à l'âge de 12 ans, y effectuant l'intégralité de sa formation, en compagnie de Jonathan Ikoné ou Odsonne Édouard. Avec les moins de 19 ans parisiens, il remporte notamment le championnat national, atteignant également la finale de l'UEFA Youth League.
Samuel Essende signe son premier contrat professionnel de 3 ans avec le PSG le 10 août 2018, le liant au club parisien jusqu'au 1er juin 2021.
Le 22 août 2018, Essende est prêté au KAS Eupen en Belgique,. Il fait ses débuts professionnels avec Eupen à l'occasion d'une victoire 1-0 de la première division belge A face au Royal Excel Mouscron le 25 août 2018. Il est néanmoins freiné par une blessure lors de la première partie de saison.

### US Avranches (2019-2021)
En août 2019, Essende rejoint l'US Avranches, club évoluant en Championnat National,. Essende est l'auteur de 3 buts en 18 matchs pour sa première saison à ce niveau. La saison suivante, Essende franchi un cap avec huit réalisations en 27 apparitions et attire l'attention de clubs de Ligue 2,.

### Pau FC (2021-2022)
En 2021, Essende est le second joueur d'Avranches, après Victor Lobry, à rejoindre le Pau FC de Ligue 2. Au Pau FC, Essende retrouve Mahamadou Dembélé, formé comme lui au PSG.
En Béarn, Samuel Essende s'affirme comme un joueur puissant, capable de jouer dos au but en pivot, mais également à même de prendre la profondeur. En difficulté lors de la première partie de saison, Essende parvient à trouver son rythme de croisière à partir de la trêve. Avec sept buts, Essende est le meilleur buteur des Maynats,.

### SM Caen (2022-2023)
La saison suivante, en 2022-2023, Samuel Essende rejoint le Stade Malherbe Caen pour une indemnité de transfert de 500 000 €,.

### FC Vizela (2023-2024)
En juillet 2023 il est prêté au FC Vizela pour une saison avec une option d'achat d'environ 600.000 euros. L'option d'achat est levé le 26 janvier 2024 alors qu'Essende signe un contrat le liant au club jusqu'en 2026.

## Style de jeu
Samuel Essende possède un profil d'attaquant complet, avec un grand gabarit, et qui peut évoluer sur tout le front de l'attaque, même s'il a des predispositions pour le poste de 9. Il est remarqué dès les catégories de jeunes pour ses buts à la pointe de l'attaque, tentant d'émuler le style de Zlatan Ibrahimovic, qu'il fréquente au PSG,.
À l'image de son idole Zlatan il a longtemps pratiqué des sport de combat comme le Muay Thaï, la boxe thaï.

## Palmarès
| Paris Saint-Germain - Championnat de France -19 - Champion en 2015-16 - UEFA Youth League - Finaliste en 2015-2016 |

## Statistiques
| Saison                  | Club                    | Championnat             | Championnat | Championnat | Championnat | Coupe nationale | Coupe nationale | Coupe nationale | Coupe de la Ligue | Coupe de la Ligue | Coupe de la Ligue | Total | Total | Total |
| Saison                  | Club                    | Division                | M.          | B.          | P.d.        | M.              | B.              | P.d.            | M.                | B.                | P.d.              | M.    | B.    | P.d.  |
| 2018-2019               | KAS Eupen (prêt)        | Division 1A             | 16          | 0           | 0           | 3               | 0               | 0               | -                 | -                 | -                 | 19    | 0     | 0     |
| 2019-2020               | US Avranches            | National                | 18          | 3           | 2           | -               | -               | -               | -                 | -                 | -                 | 18    | 3     | 2     |
| 2020-2021               | US Avranches            | National                | 27          | 8           | 0           | 1               | 1               | 0               | -                 | -                 | -                 | 28    | 9     | 0     |
| Sous-total US Avranches | Sous-total US Avranches | Sous-total US Avranches | 45          | 11          | 2           | 1               | 1               | 0               | -                 | -                 | -                 | 46    | 12    | 2     |
| 2021-2022               | Pau FC                  | Ligue 2                 | 32          | 7           | 2           | 1               | 1               | 0               | -                 | -                 | -                 | 33    | 8     | 2     |
| 2022-2023               | SM Caen                 | Ligue 2                 | 28          | 4           | 1           | 2               | 1               | 0               | -                 | -                 | -                 | 30    | 5     | 1     |
| Sous-total 2021-2023    | Sous-total 2021-2023    | Sous-total 2021-2023    | 60          | 11          | 3           | 3               | 2               | 0               | -                 | -                 | -                 | 63    | 13    | 3     |
| 2023-2024               | FC Vizela (prêt)        | Primeira Liga           | 18          | 9           | 2           | 3               | 1               | 0               | 1                 | 0                 | 0                 | 22    | 10    | 2     |
| 2023-2024               | FC Vizela               | Primeira Liga           | 12          | 6           | 0           | -               | -               | -               | -                 | -                 | -                 | 12    | 6     | 0     |
| Sous-total              | Sous-total              | Sous-total              | 30          | 15          | 2           | 3               | 1               | 0               | 1                 | 0                 | 0                 | 34    | 16    | 2     |
| 2024-2025               | FC Augsbourg            | Bundesliga              | 4           | 2           | -           | 1               | 1               | -               | -                 | -                 | -                 | 5     | 3     | 0     |
| Total sur la carrière   | Total sur la carrière   | Total sur la carrière   | 151         | 37          | 7           | 10              | 4               | 0               | 1                 | 0                 | 0                 | 162   | 41    | 7     |

## Vie privée
Né en France, Essende est d'origine congolaise. Il est un amateur de mangas et bandes dessinées.